# 青いパパイヤの香り
『青いパパイヤの香り』（あおいぱぱいやのかおり、ベトナム語題: Mùi đu đủ xanh / 味𣛦𣛭青, 仏語題: L'odeur de la papaye verte, 英題: The Scent of Green Papaya）は、1951年のサイゴンを舞台とした、フランス・ベトナム共同制作の映画。トラン・アン・ユン監督のデビュー作で、カンヌ国際映画祭カメラ・ドール（新人監督賞） ・セザール賞新人監督賞を受賞したほか、アカデミー外国語映画賞にもノミネートされた。

## 出演
- トラン・ヌー・イエン＝ケー
- リュ・マン・サン
- グエン・アン・ホア
- クエン・チー・タン・トゥラ
- ヴォン・ホイ